# Rhyncomya
Rhyncomya is een geslacht van insecten uit de familie van de Bromvliegen (Calliphoridae), die tot de orde tweevleugeligen (Diptera) behoort.

## Soorten
- R. columbina (Meigen, 1824)
- R. cuprea Bigot, 1874
- R. cyanescens (Loew, 1844)
- R. felina (Fabricius, 1794)
- R. impavida (Rossi, 1790)
- R. italica Bezzi, 1911
- R. peusi Zumpt, 1956
- R. speciosa (Loew, 1844)
- R. zernyana Villeneuve, 1926